# Gong fu cha

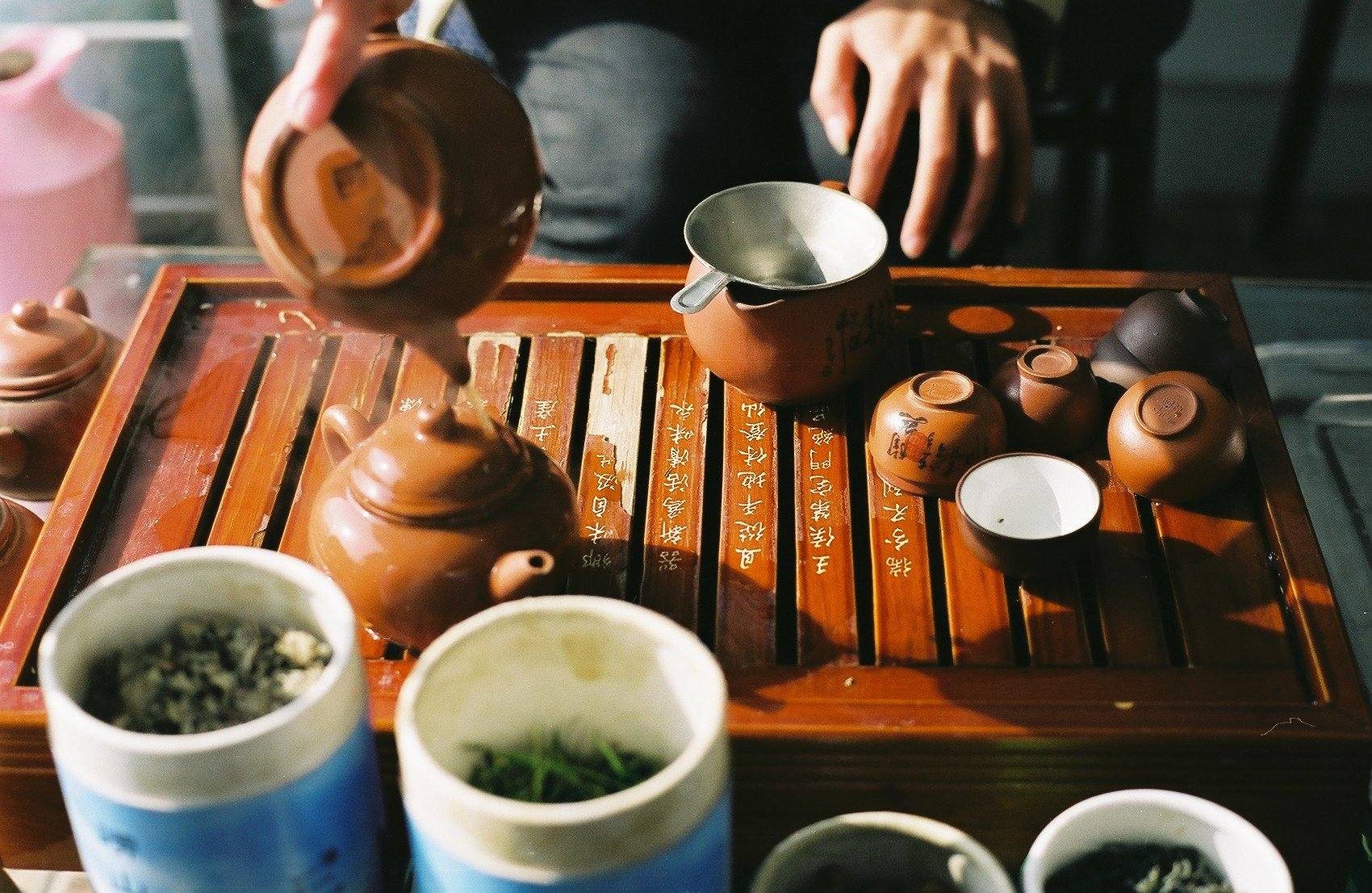
Gong fu cha

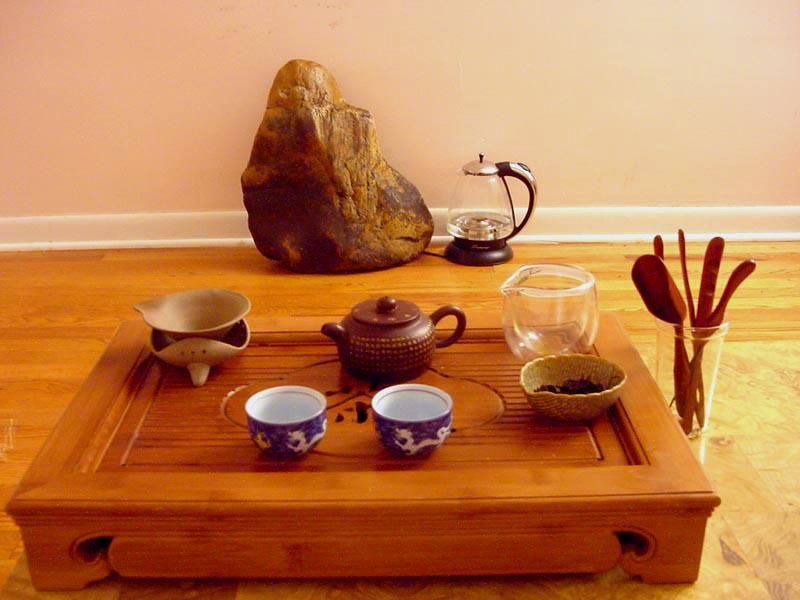
Utensìli e stoviglie per Gong fu cha

Il Gong fu cha (工夫茶S, gōngfūcháP), scritto anche (功夫茶S), è una procedura di preparazione del tè della tradizione cinese, nata e sviluppata nelle province cinesi del Fujian e del Guangdong. 
 Oggi la sua pratica è divenuta estremamente diffusa in tutta la Cina e ha assunto le connotazioni di preparazione cerimoniale.

L’espressione gongfucha può essere tradotta approssimativamente con 'tè preparato con cura ed attenzione'. Essa è composta dalla parola 'cha', che indica il tè, e dall’espressione 'gongfu', che ha numerosi significati, tra i quali tempo e impegno necessario per compiere un lavoro, risultati e abilità conseguiti attraverso un lavoro che richiede tempo e impegno.

## Materiali
Un antico detto cinese recita: L'acqua è la madre del tè, la teiera suo padre ed il fuoco il suo maestro.
La scelta dei materiali nella preparazione del tè è, ovviamente, fondamentale. Moltissime sono le regole empiriche sulla scelta delle componenti che venivano tramandate di maestro in discepolo e che non hanno mai subito una formalizzazione precisa. Ad esempio, molti maestri sostenevano che l'acqua da utilizzare per preparare il tè non dovesse mai toccare il metallo.
Il tè gong fu viene, tipicamente, preparato utilizzando tè Wulong, una famiglia di tè semiossidati prodotti principalmente nelle province cinesi del Fujian e Guangdong e sull'isola di Taiwan.
Per quello che riguarda la teiera, la manifattura tradizionale è detta Yixing dall'omonima località della Cina in cui erano e sono tutt'oggi localizzate le principali manifatture di queste ceramiche. Caratteristica peculiare delle ceramiche Yixing è quella di essere porose ed assorbire gli aromi del tè che vi vengono infusi.
Il tipico set da tè, per il gong fu cha, è composto da:
- una teiera da circa 0,25 litri,
- 4 tazze da 0,10 litri,
- un set di strumenti in legno comprensivi di un paio di pinze per manipolare le tazzine bollenti, un cucchiaio ottenuto da una sezione di canna di bambù per misurare la quantità di tè ed alcuni strumenti lunghi ed affusolati per raccogliere le foglie usate dall'interno della teiera,
- un vassoio di bambù con un doppio fondo cavo per raccogliere l'eccedenza di acqua durante la preparazione,
- un bollitore, per riscaldare l'acqua.

## Preparazione del tè
In breve, la procedura è la seguente:
- Si dispongono sul vassoio (茶架S, chájiàP) la teiera (茶瓶S, chápíngP) e le tazzine. A portata di mano devono essere presenti gli strumenti e la scatola contenente le foglie di tè.
- Si riempie il bollitore con una quantità d'acqua pari a 6 o 7 volte la dimensione della teiera e la si pone sul fuoco.
- Si attende che l'acqua raggiunga l'ebollizione. Tradizionalmente la temperatura dell'acqua viene determinata osservando la dimensione e la forma delle bolle di vapore che si formano sul bordo del bollitore.
- Si versa l'acqua nella teiera fino a riempirla, lasciando traboccare leggermente l'acqua (烏龍入宮 T, 乌龙入宫S, wū lóng rù gōngP). Quindi si versa l'acqua dalla teiera nelle tazzine. Infine, usando le pinze, si svuotano le tazzine versando l'acqua di ognuna in quella a fianco. Lo scopo di questo passaggio è quello di sciacquare e pre-riscaldare tazzine e teiere.
- Utilizzando il cucchiaio di bambù (茶杓S, chásháoP) si prelevano le foglie di tè dalla loro scatola e si mostrano agli ospiti perché ne apprezzino la qualità (鑒賞佳茗T, 鉴赏佳茗S, jiàn shǎng jiā míngP).
- Si pongono le foglie nella teiera e vi si versa sopra l'acqua dal bollitore (烏龍入宮T, 乌龙入宫S, wū lóng rù gōngP). Dopo un'infusione della durata di 4 o 5 profondi respiri, si versa l'acqua nelle tazzine, con un unico fluido movimento, dalla prima all'ultima tazzina e, quindi, dall'ultima alla prima. Utilizzando le pinze, le tazzine vengono nuovamente vuotate nel vassoio nella stessa sequenza del punto precedente. Quest'infusione viene, tradizionalmente, definita sciacquatura dei piedi perché quest'acqua veniva utilizzata per farvi pediluvi. Lo scopo di questa prima rapida infusione è sciacquare il tè dalla polvere.
- Si versa di nuovo l'acqua nella teiera e si aspettano da 10 secondi a 2/3 minuti di infusione (刮沫淋蓋T, 刮沫淋盖S, guā mò lín gàiP), a seconda della qualità e del tipo di tè utilizzato.
- Si versa la bevanda dalla teiera alle tazzine, con un unico fluido movimento, dalla prima all'ultima tazzina e, quindi, dall'ultima alla prima. Molto importante, in questo passaggio, è assicurarsi che il colore e l'intensità del gusto di ogni tazzina sia uguale. Poiché la bevanda che esce inizialmente dalla teiera tende ad essere più leggera ed insipida dei quella proveniente dal fondo della teiera, è necessario modulare con precisione il flusso di tè. La prima tazzina va riempita nella prima fase del movimento (dalla prima all'ultima tazzina) meno delle successive in maniera che riceva una maggiore quantità della bevanda del fondo della teiera nella seconda fase del movimento (quella consistente nel versare l'acqua dall'ultima alla prima tazzina).
- Le ultime due fasi possono essere ripetute fino a 6 volte (per tè di ottima qualità e oltre le 10 per i Puerh), aumentando progressivamente i tempi di infusione.